# SN 1885A

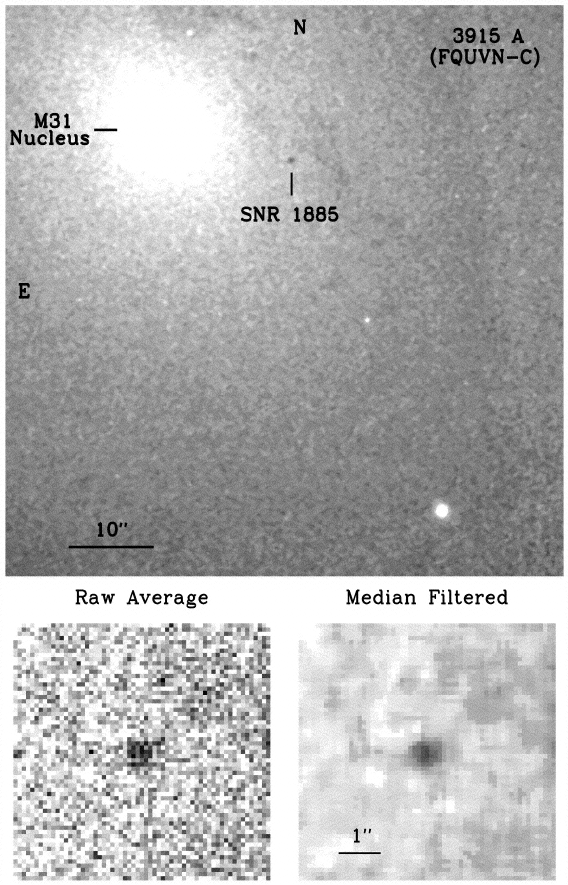
哈勃拍摄的SN 1885A遗迹

SN 1885A（也稱為仙女座S）是一顆曾於仙女座星系（M 31）出現的超新星，也是目前唯一一顆在該星系被發現的超新星，以及天文學家第一次觀測到銀河系外的超新星，虽然当时并没有意识到它有多远。 它也被称为“超新星1885”。

## 发现
1885年8月19日，业余天文爱好者艾薩克·沃德（Isaac Ward）在北爱尔兰首府贝尔法斯特市发现了它，次日德國天文學家恩斯特·哈特維格（Ernst Hartwig）於愛沙尼亞的塔尔图天文台也独立地发现該天體。SN 1885A的最亮视星等达到6等，但到了1886年2月1日，它的亮度僅剩16等，以当时的观测技术而言，看不到更暗的天體。它离 M 31 的核心极近，為淡紅色的天體，亮度衰退得相當迅速。哈勃望遠鏡曾經在1995年對它進行過觀測。
SN 1885A当年没有留下光谱资料，根据哈勃观测资料，天文学家认为它是一颗不规则的Ia超新星，爆发后形成的铁比正常的 Ia 型少。